# Голубцов Вадим Віталійович
Вадим Віталійович Голубцов (рос. Вадим Витальевич Голубцов; 2 січня 1988, м. Липецьк, СРСР) — російський хокеїст, правий нападник. Виступає за «Сокіл» (Красноярськ) у Вищій хокейній лізі.
Вихованець хокейної школи ХК «Липецьк». Виступав за: ЦСК ВВС (Самара), «Лада» (Тольятті), «Амур» (Хабаровськ), «Металург» (Новокузнецьк), «Єрмак» (Ангарськ).
У складі молодіжної збірної Росії учасник чемпіонату світу 2008. У складі юніорської збірної Росії учасник чемпіонату світу 2006.
Досягнення
- Бронзовий призер молодіжного чемпіонату світу (2008).